# المخزن
المخزن (به عربی: المخزن، أبین) یک منطقهٔ مسکونی در یمن است که در استان ابین واقع شده‌است.